# Виноробство в Азербайджані

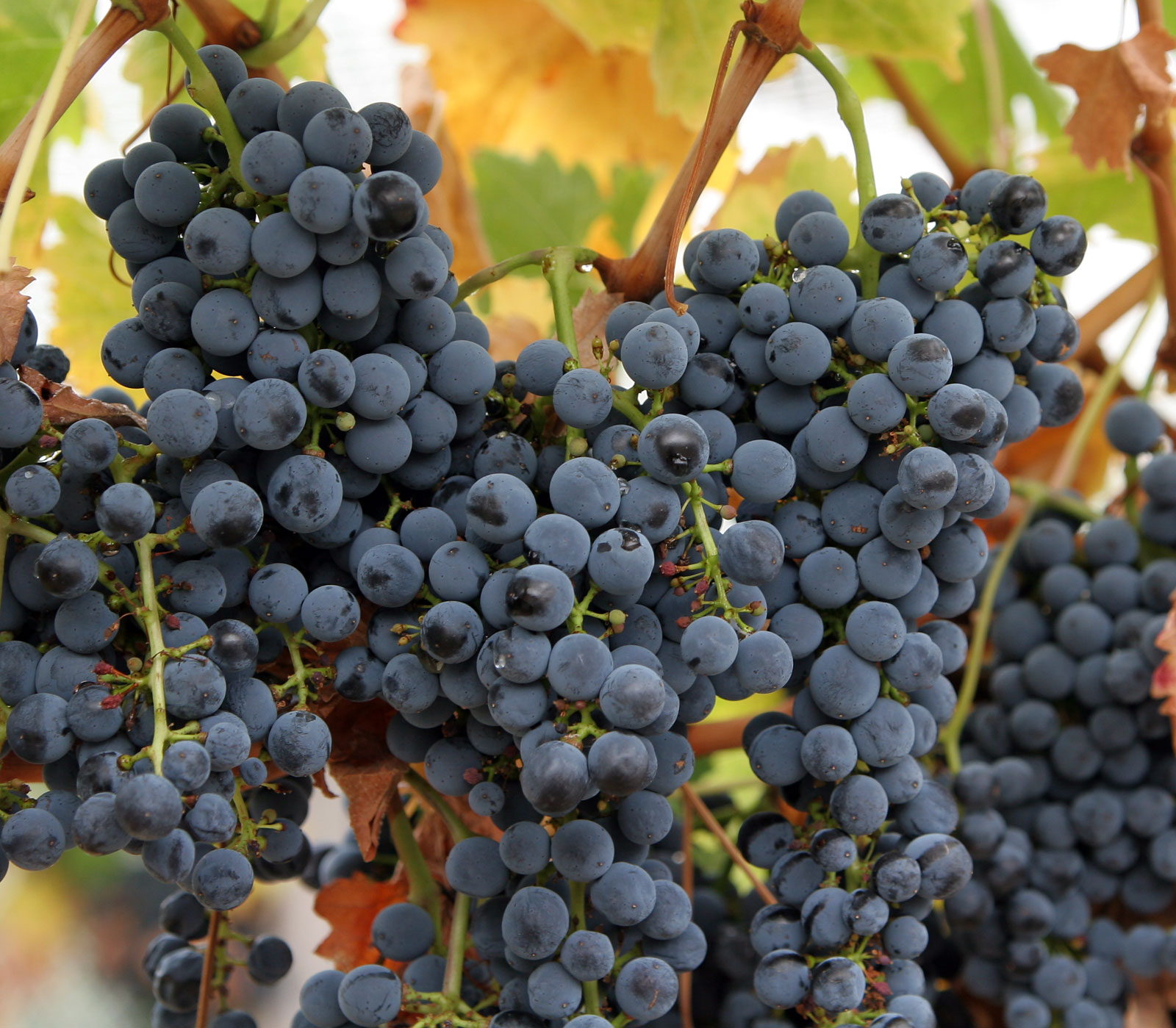
Червоний виноград

Виноробство в Азербайджані — виробництво вина та вирощування виноград а на території Азербайджана.

## Історія виноробства на території Азербайджану
При археологічних розкопках, які проводилися в Агстафинському районі, в околицях Шомутепе (історичного пам'ятника 5-4 тис. до н. е.) в 1962 році, були виявлені насіння винограду. Археолог Лоренцо Костянтин, який досліджував дику флору Прикаспійських регіонів, у тому числі і Азербайджан а підтвердив цей факт. Археологічні знахідки в Узерліктепе, Кюльтапе, Казах свідчать про стародавню культуру винограду і виноробства (кінець III — початок II тисячоліття до н. е.). Згодом в мусульманському Азербайджані, як і в Середній Азії, споживання вина переслідувалося і це призвело до поширення їдалень, кишмишних і ізюмних сортів винограду і занепаду виноробства.
Місцеві сорти винограду створювалися в результаті селекції в кожній великій населеній місцевості окремо.Більшість місцевих сортів винограду в Азербайджані походить від дикого винограду, шляхом окультурення. У результаті природного і штучного відбору був створений багатий фонд місцевих сортів різного господарського значення.

## Сучасний період
В 1980-х роках за кількістю заробляти валюту держкомітет Азербайджана по виноградарству займав перше місце в СРСР, випередивши нафтову промисловість. в 1985 році в результаті антиалкогольної компанії проведеної Горбачовим Азербайджан змусили вирубати не тільки плантації з технічними сортами, а й з унікальними столовими сортами винограду . Після 1985 року було розкорчувати виноградників на площі більш ніж 130 тис. га. До 2008 році під виноградники виділено 7 тис. га. Ставка зроблена на виробництво якісних сортів винограду і як наслідок марочних сортів вин, а не на дешеві сорти, як за часів Союзу.

## Культивовані сорти винограду
Всього відомо 450 місцевих сортів винограду. Багато хто з них набули поширення в країнах СНД і Балтії. 
- Аг шани,
- Кара шани,
- Кишмиш,
- Табриз,
- Баяншиіра та інші.

## Список вин

### Білі
- Акстафа
- Садили
- Алабашли
- Шемаха
- Кара-чанах
- Агдам

### Червоні
- Матраца
- Мартуні
- Кюрдамір
- Мадраса
- Акстафа
- Шахдаг
- Шемаха
- Габала
- Лейла
- Дервіш
- Чинар
- Вогні Баку

## Виробники
- ВАТ «Баки-Шяраб-1»
- ТОВ «Азері-Франс»
- «Товуз-Балтія»[3]

## Нагороди
- Нагороди азербайджанських вин: 27 Міжнародний трофей за якість (Нагорода Нового Тисячоліття), 2000 р. (Мадрид);
- Міжнародний Золотою зіркою за якість, 2000 р. (Женева);
- Міжнародної Платинової зіркою за якість, 2001р. (Париж);
- Золотими медалями за вина «Сім красунь» і «Дівоча вежа» врученими на 4, Міжнародний професійної дегустації вин;
- Золотою медаллю за вино «Іванівка», врученої на 5 Міжнародної професійної дегустації, 2001р. (Москва).
- Золотою медаллю за вино «Севгіль» врученим на 6 Міжнародної професійної дегустації він2002г. (Москва).
- Золотою медаллю за вино «Букет Азербайджану» Міжнародної професійному конкурсі вин, 2003р. (Москва).[1]